# 陳氏玉台
陳氏玉台（越南语：／；1575年—1669年正月十四日），越南后黎朝時期郑主郑梉的正妃，郑柞之母。1669年正月，陈氏玉台去世后，谥号慈萱。

## 生平
陈氏玉台，山南处天本县同队社人。初嫁华人吴廷峨，并为其生一子。吴廷峨为黎室部将，封为壮郡公。1600年，阮潢谋逆事件导致后黎朝内部动乱，参与此事的吴廷峨与薊郡公潘彦、美郡公裴文奎在山南起兵，并且归附莫敬恭，使用莫朝的乾统年号。裴文奎、潘彦先后殒命后，自封为太保华郡公的吴廷峨成为了山南乱军的头领。七月，吴廷峨率兵前往武宁县市桥迎接莫敬恭，进军昇龙。八月，莫敬恭被郑军驱逐出昇龙，退往京北。九月，吴廷峨在天德江被俘虏，随即被斩首。
作为罪臣的家属，陈氏台被没入王子郑梉的府邸。不过陈氏台受到了郑梉的宠爱，于1606年三月生下公子郑柞。此时的陈氏台已经31岁。1614年，郑柞受封为荣郡公。1652年，郑柞进封西定王，陈氏台母凭子贵，追赠父亲为启祥公。1657年，郑梉去世，郑柞彻底掌权，尊陈氏台为太妃。
1669年正月十四日，陈氏玉台去世，享年九十五，谥号慈萱。郑柞邀请出使安南的清朝使臣李仙根致祭。李仙根只得派前路官李唐胤、赵光勗、魏象贤等人备仪致祭，这使得陈氏玉台极尽哀荣。
不久后，郑柞命立郡公黎珠、冯恩义等人护送陈氏玉台回瑞原县福山社安葬。并以护送之功，加黎珠为都督同知、冯恩义为参督。

## 后代
- 和郡公郑欐，陈氏台与吴廷峨所生，1614年以王孙的身份进封和郡公。[1]
- 弘祖阳王郑柞，陈氏台与郑梉所生。